# Bordrin

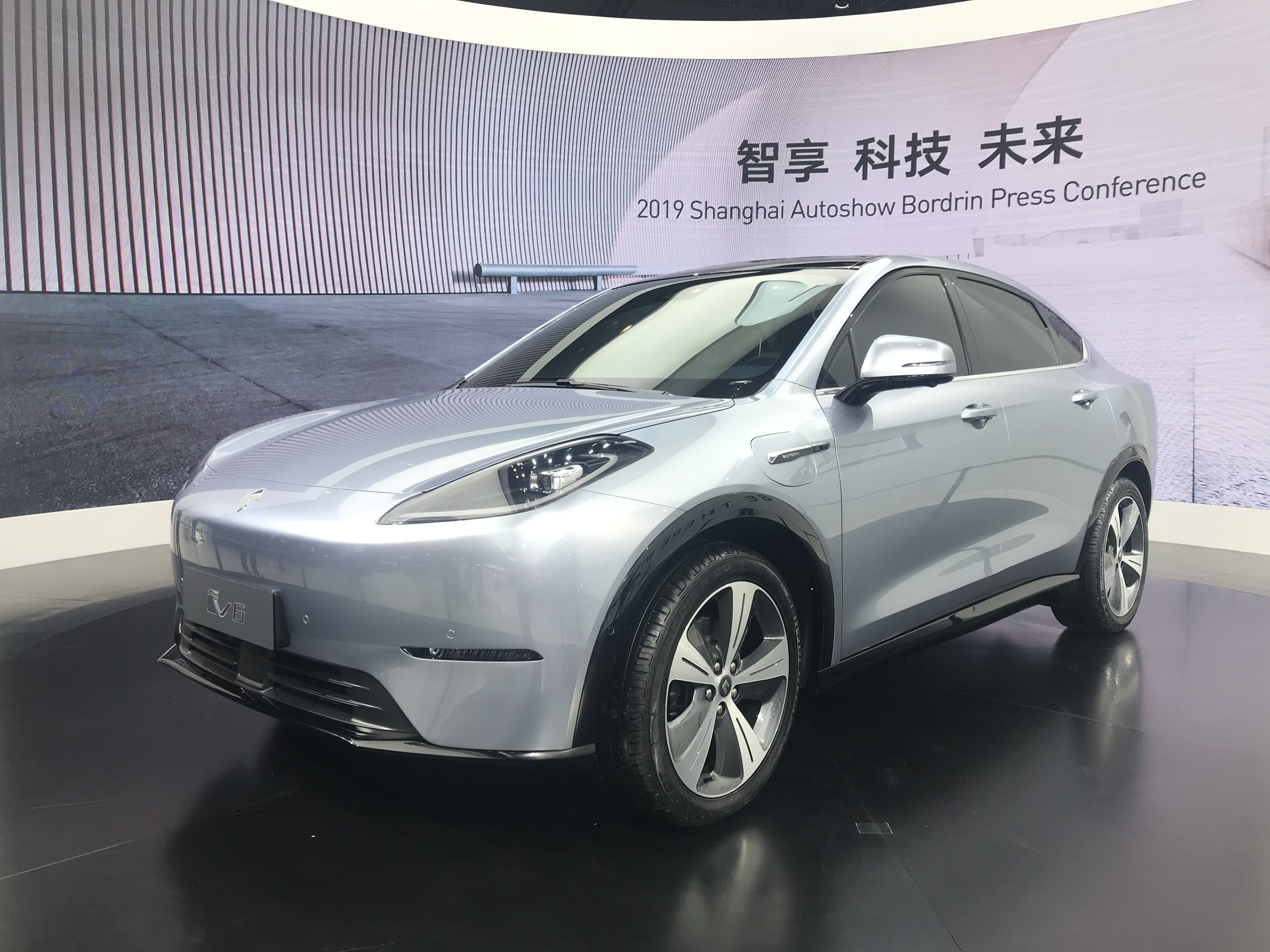
Bordrin iV6

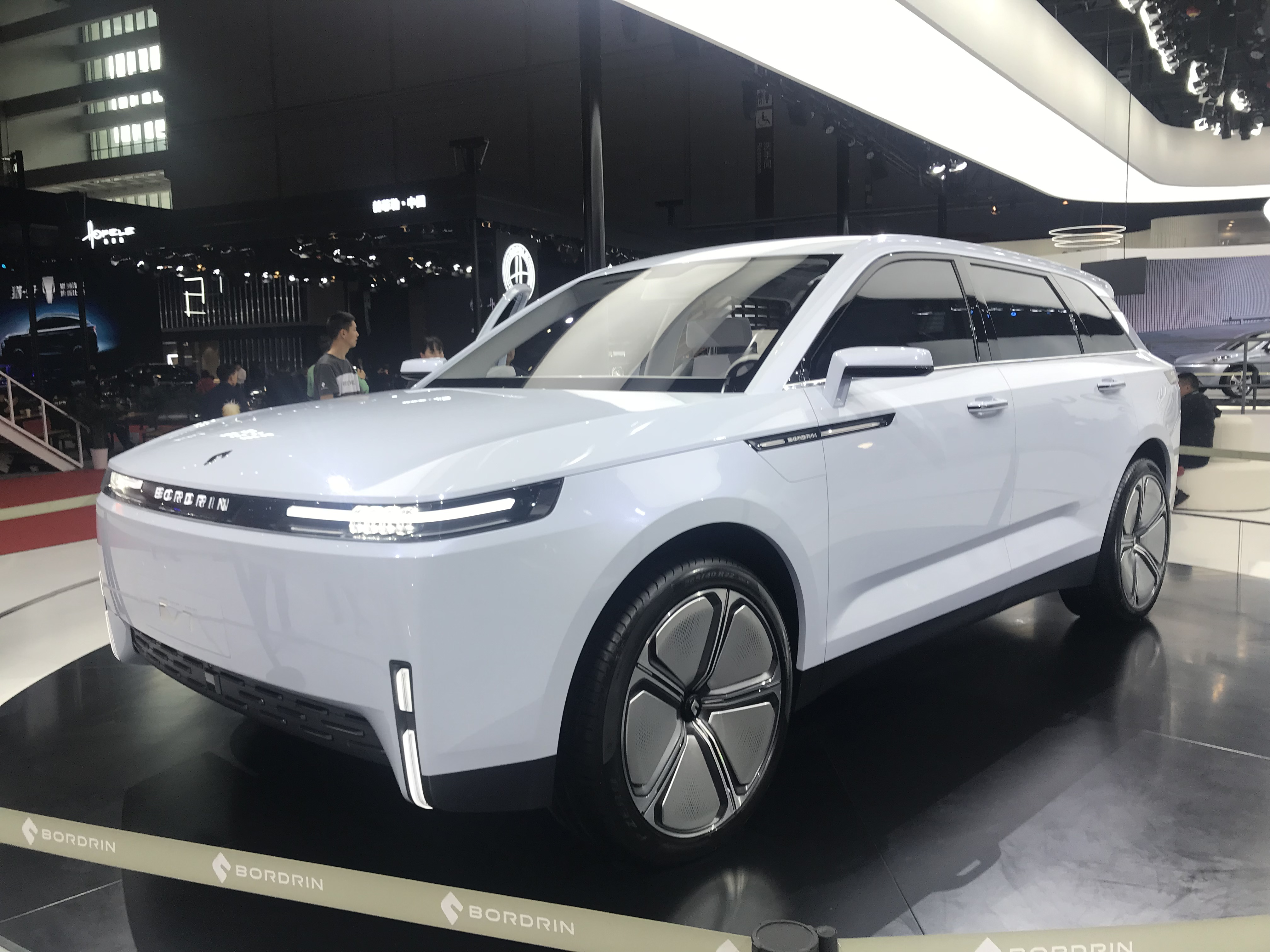
Bordrin iV7

Bordrin Motors – dawny chiński producent elektrycznych SUV-ów z siedzibą w Nankinie działający w latach 2016–2020.

## Historia
Startup Bordrin został założony w sierpniu 2016 roku w chińskim Nankinie, a w jego powstanie zainwestowano kwotę 138 milionów juanów. Powstał on z inicjatywy Huanga Ximinga, wieloletniego menedżera amerykańskiego oddziału Forda, który w 2007 roku zdecydował się powrócić do Chin i rozpocząć tu działalność biznesową widząc potencjał we wzroście tutejszego rynku samochodowego.
W czerwcu 2018 roku przedstawiciele przedsiębiorstwa nawiązali strategiczne partnerstwo z lokalnym potentatem branży motoryzacyjnej FAW Group, deklarując współpracę przy rozwoju samochodów elektrycznych.
W maju 2019 roku podczas wystawy samochodowej Shanghai Auto Show Bordrin przedstawił swój pierwszy gotowy samochód osobowy w postaci elektrycznego SUV-a Coupe iV6. Równocześnie zaprezentowany został też utrzymany w bardziej kanciastym wzornictwie sztandarowy model w postaci dużego, elektyczego SUV-a iV7.
Oficjalne plany wdrożenia przedstawionych wiosną 2019 roku samochodów do seryjnej produkcji Bordrin ogłosił w październiku 2019 roku, rozpoczynając ją w połowie stycznia 2020 roku.

### Bankructwo
Początek produkcji samochodów marki Bordrin zbiegł się z wybuchem Pandemii COVID-19, która już w marcu 2020 roku po 2 miesiącach od rozpoczęcia działalności produkcyjnej naruszyła finansową kondycję startupu. W kolejnych miesiącach sytuacja ulegała systematycznemu pogorszeniu, w związku z czym w czerwcu 2020 roku Ximing Huang wystosował list do akcjonariuszy informując o krytycznej kondycji.
Kryzys, jaki szybko rozwinął się w pierwszej połowie 2020 roku, skutecznie uniemożliwił dalsze funkcjonowanie przedsiębiorstwa Bordrin. Pod koniec lipca tego roku ogłoszono, że z końcem 2020 roku zostanie ono zlikwidowane i trwale zniknie z rynku.

## Modele samochodów

### Historyczne
- iV6 (2020)
- iV7 (2020)